# Nichole Hiltz
Nichole Hiltz, née le 3 septembre 1978 à Hanover, Massachusetts, est une actrice américaine.

## Filmographie

### Cinéma
- 2000 : Eh mec ! Elle est où ma caisse ? : Fille en tenue d'alien
- 2001 : L'Amour extra-large : Membre d'une association d'étudiantes
- 2001 : Games of Rome : Les jeux de l'Empire ou Amazons and Gladiators : Serena
- 2002 : Austin Powers dans Goldmember : Enseignante française
- 2002 : May : Ambrosia
- 2003 : Manipulation perverse : Tuesday Arcatur
- 2003 : Tout peut arriver : Copine de table de Harry
- 2004 : Blueberry, l'expérience secrète : Lola
- 2004 : Spanglish - J'en perds mon latin! : Fille yuppie
- 2008 : Trailer Park of Terror : Norma

### Télévision
- 2002 : V.I.P. : Jenna Murphy
- 2002 : Buffy contre les vampires : Diana
- 2002 - 2003 : The Shield : Tulips
- 2003 : Newport Beach : Gabrielle
- 2003 : Les Experts : Natasha Rifkin
- 2004 : Cold Case : Affaires classées : Doreen Denova 1978
- 2004 : New York Police Blues : Eva Warm
- 2005 : La Vie avant tout : Katie Burke
- 2005 : New York Police Blues : Amy Rasmussen
- 2006 : Las Vegas : Fille pour fêter l'anniversaire
- 2006 : Smallville : Simone
- 2006 : Desperate Housewives : Libby Collins
- 2008 : Bones: Roxy Lyon
- 2008 - 2012 : US Marshals : Protection de témoins : Brandi Shannon